# (14792) Тиест
(14792) Тиест (др.-греч. Θυέστης) — типичный троянский астероид Юпитера, движущийся в точке Лагранжа L4, в 60° впереди планеты. Астероид был открыт 24 сентября 1973 года голландскими астрономами К. Й. ван Хаутеном, И. ван Хаутен-Груневельдом и Томом Герельсом в Паломарской обсерватории и назван в честь Фиеста, одного из персонажей древнегреческой мифологии.

Орбита астероида Тиест и его положение в Солнечной системе